# Perri Shakes-Drayton
Perri Shakes-Drayton (Reino Unido, 21 de diciembre de 1988) es una atleta británica, especialista en la prueba de Relevo 4 x 400 metros en la que llegó a ser medallista de bronce europea en 2010.

## Carrera deportiva
En el Campeonato Europeo de Atletismo de 2010 ganó la medalla de  en los relevos 4x400 metros, con un tiempo de 3:24.32 segundos, llegando a meta tras Rusia (que posteriormente fue descalificada) y Alemania (plata), siendo sus compañeras de equipo: Nicola Sanders, Marilyn Okoro y Lee McConnell. También ganó la medalla de bronce en los 400 metros vallas, con un tiempo de 54.18 segundos que fue su mejor marca personal, llegando a meta tras la rusa Natalya Antyukh y la búlgara Vania Stambolova (plata).